# Сухая
Сухая (рум. Suhaia) — комуна у повіті Телеорман в Румунії. До складу комуни входить єдине село Сухая.
Комуна розташована на відстані 102 км на південний захід від Бухареста, 26 км на південь від Александрії, 132 км на південний схід від Крайови.

## Населення
За даними перепису населення 2002 року у комуні проживали 4897 осіб. Усі жителі комуни рідною мовою назвали румунську.
Національний склад населення комуни:
| Національність | Кількість осіб | Відсоток |
| -------------- | -------------- | -------- |
| румуни         | 4895           | > 99,9%  |
| німці          | 1              | < 0,1%   |
| болгари        | 1              | < 0,1%   |

Склад населення комуни за віросповіданням:
| Релігія       | Кількість осіб | Відсоток |
| ------------- | -------------- | -------- |
| православні   | 4878           | 99,6%    |
| адвентисти    | 13             | 0,3%     |
| римо-католики | 5              | 0,1%     |
| п'ятдесятники | 1              | < 0,1%   |

## Зовнішні посилання
- Дані про комуну Сухая на сайті Ghidul Primăriilor